# Poço das Trincheiras (ort)
Poço das Trincheiras är en ort i Brasilien.   Den ligger i kommunen Poço das Trincheiras och delstaten Alagoas, i den östra delen av landet, 1 400 km nordost om huvudstaden Brasília. Poço das Trincheiras ligger 292 meter över havet och antalet invånare är 1 775.
Terrängen runt Poço das Trincheiras är platt åt sydväst, men åt nordost är den kuperad. Närmaste större samhälle är Santana do Ipanema, 8,5 km sydost om Poço das Trincheiras.
Omgivningarna runt Poço das Trincheiras är huvudsakligen savann. Runt Poço das Trincheiras är det ganska tätbefolkat, med 100 invånare per kvadratkilometer.